# Mycteroperca
Mycteroperca (perka) – rodzaj ryb okoniokształtnych z rodziny strzępielowatych.

## Klasyfikacja
Gatunki zaliczane do tego rodzaju:
- Mycteroperca acutirostris
- Mycteroperca bonaci (perka marmurkowa)
- Mycteroperca cidi
- Mycteroperca fusca
- Mycteroperca interstitialis (perka skamp)
- Mycteroperca jordani (perka zatokowa)
- Mycteroperca microlepis
- Mycteroperca olfax
- Mycteroperca phenax
- Mycteroperca prionura
- Mycteroperca rosacea (perka różowawa)
- Mycteroperca rubra (perka rdzawa)
- Mycteroperca tigris (perka tygrysia)
- Mycteroperca venenosa (perka jadowita)
- Mycteroperca xenarcha

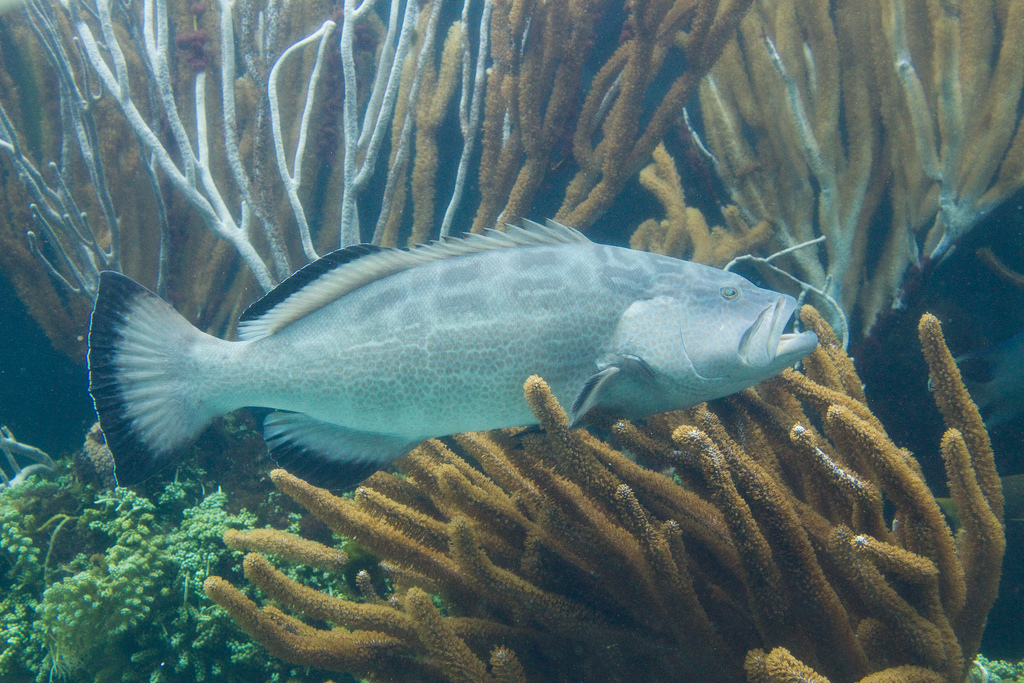
Mycteroperca bonaci
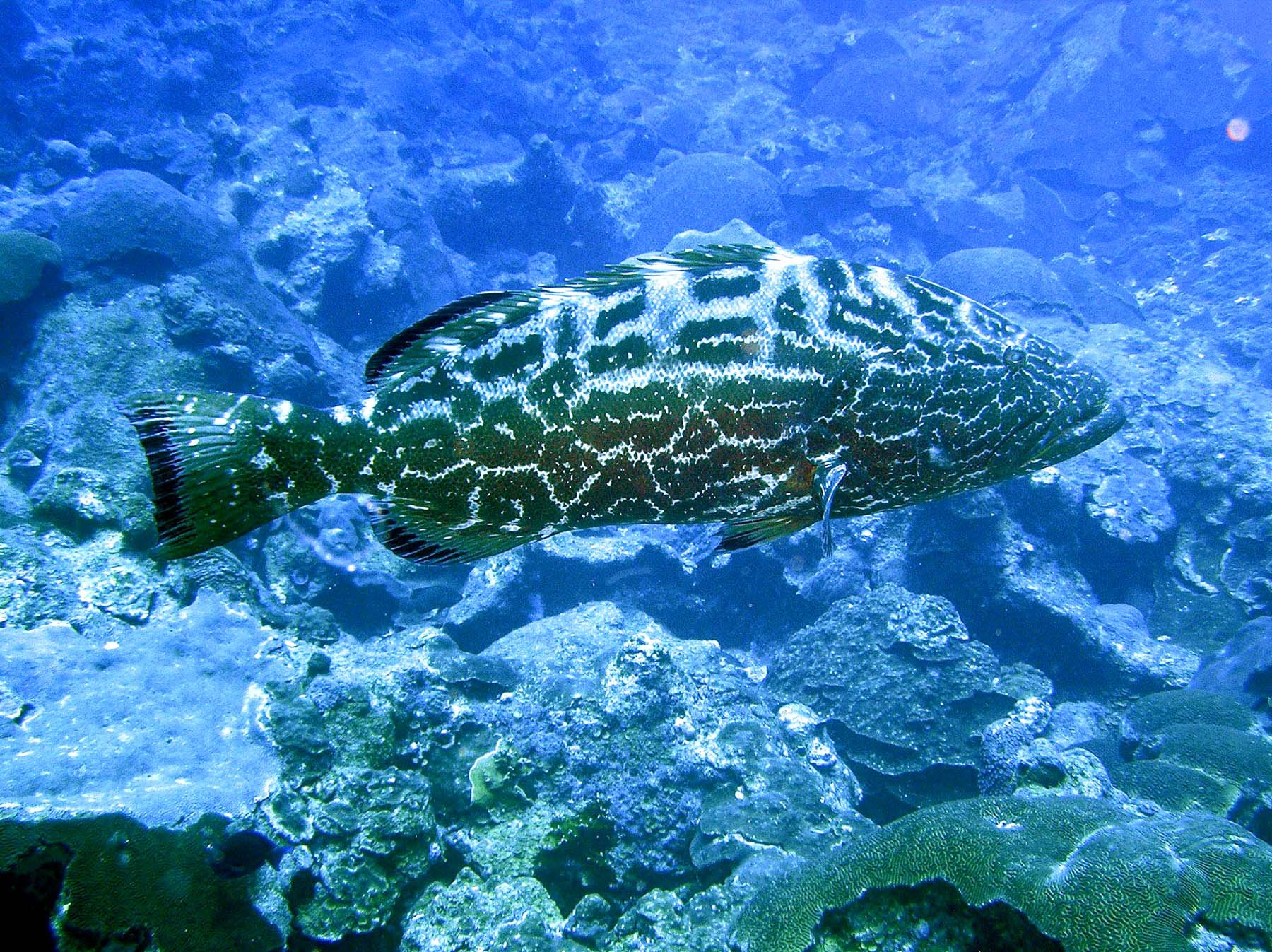
Mycteroperca interstitialis
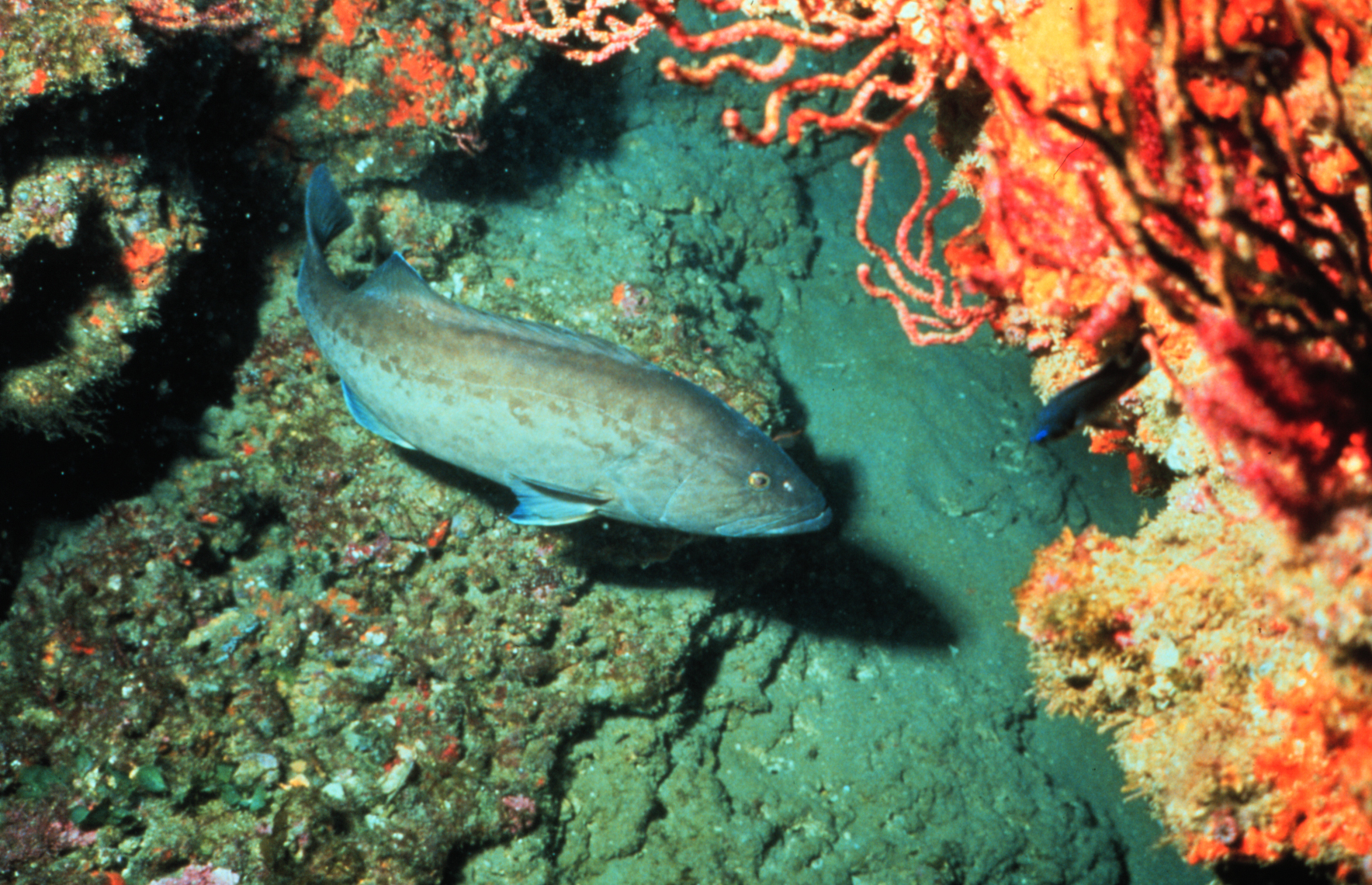
Mycteroperca microlepis
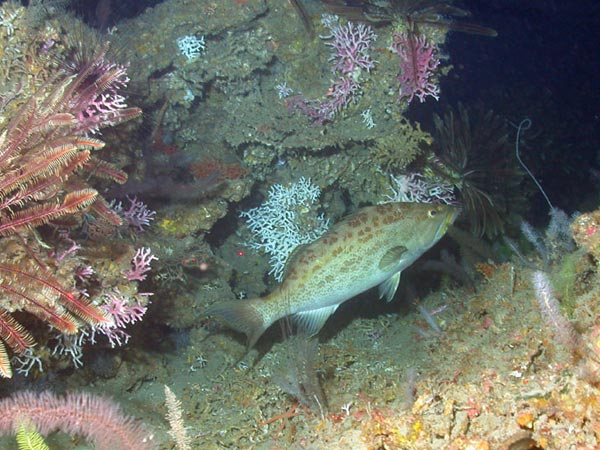
Mycteroperca phenax
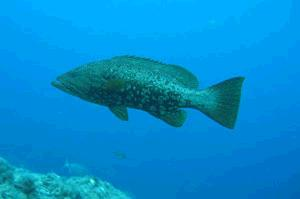
Mycteroperca rubra
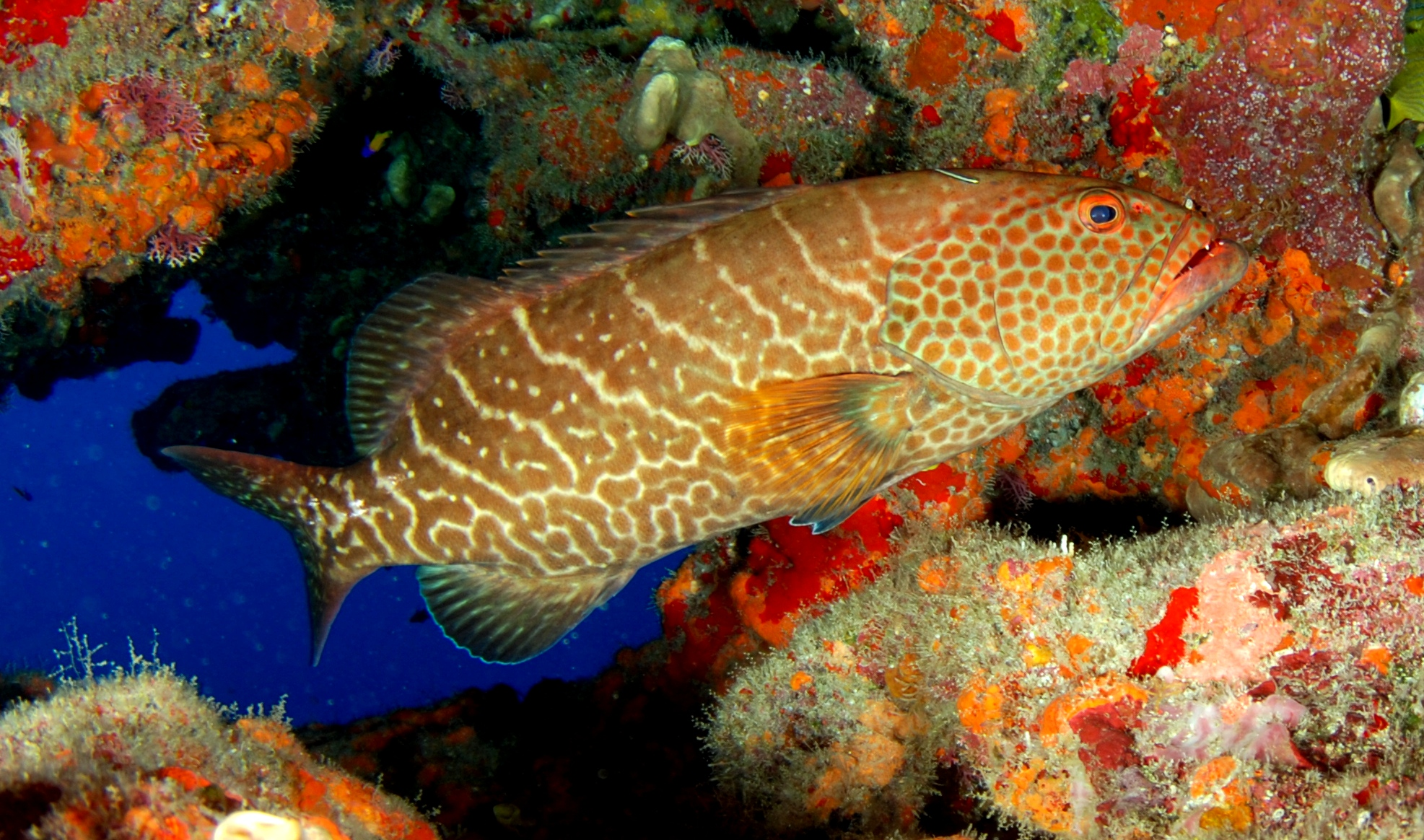
Mycteroperca tigris
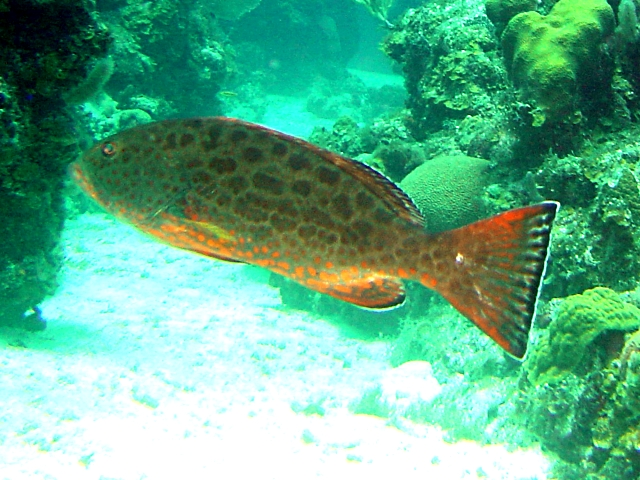
Mycteroperca venenosa
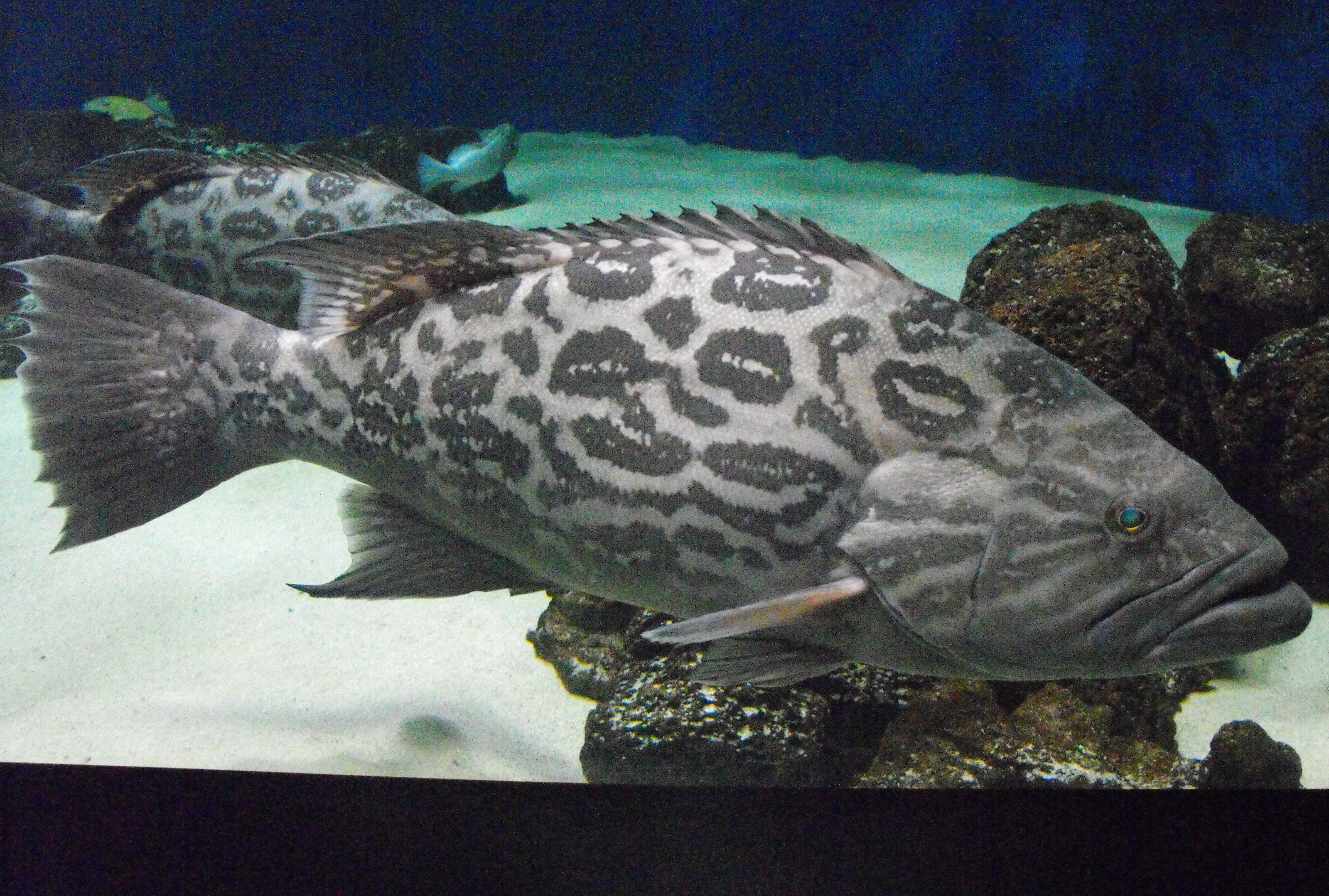
Mycteroperca xenarcha